# KVK Tienen in het seizoen 2024/25
KVK Tienen neemt in het seizoen 2024 - 2025 deel aan de Eerste nationale en de Beker van België.

## Spelerskern 2024/25
| Nr.           | Naam                  | Nationaliteit | Geboortedatum | Vorige club         |
| ------------- | --------------------- | ------------- | ------------- | ------------------- |
| Keepers       |                       |               |               |                     |
| 1             | Ilias Moutha-Sebtaoui | België        | 01-04-1999    | Beerschot VA        |
| 21            | Viktor Sterckx        | België        | 21-07-2004    | KV Mechelen         |
| 31            | Mike Vanhamel         | België        | 16-11-1989    | RAAL La Louvière    |
| Verdedigers   |                       |               |               |                     |
| 2             | Vincent De Vos        | België        | 06-01-2003    | Sint-Truidense VV   |
| 3             | Matisse Bergiers      | België        | 24-06-2000    | Rupel Boom FC       |
| 4             | Ferre Maho            | België        | 21-11-2004    | Eigen jeugd         |
| 5             | Hannes Meeus          | België        | 26-01-1989    | FCV Dender EH       |
| 24            | Sidi Berat Haroun     | België        | 19-10-2002    | Manisa FK           |
| 27            | Mehdi El Ghraichi     | België        | 01-02-2001    | RSD Jette           |
| Middenvelders |                       |               |               |                     |
| 6             | Senne Ceulemans       | België        | 13-03-2002    | KV Mechelen         |
| 7             | Ayoub Aoragh          | België        | 28-05-2004    | Oud-Heverlee Leuven |
| 8             | Adrien Marchal        | België        | 14-02-2003    | Oud-Heverlee Leuven |
| 13            | Amardeep Singh        | Engeland      | 06-08-1990    | Eigen jeugd         |
| 14            | Jorte Jacobs          | België        | 16-10-2004    | Oud-Heverlee Leuven |
| 17            | Ryan Lenoir           | België        | 24-09-2004    | Sint-Truidense VV   |
| 18            | Robby Wakaka          | België        | 18-07-2004    | FH Hafnarfjörður    |
| 22            | Ayoub El Harrak       | Marokko       | 28-01-1999    | URSL Visé           |
| 23            | Pieter-Jan Smets      | België        | 12-04-2006    | Eigen jeugd         |
| 30            | Ilias Bouhlal         | België        | 21-12-1998    | URSL Visé           |
| -             | Obed Kitoko           | België        | 29-11-2004    | Eigen jeugd         |
| Aanvallers    |                       |               |               |                     |
| 9             | Glodi Mbuyi-Mbayo     | België        | 27-06-2000    | Royal Antwerp FC    |
| 10            | Yvan Yagan            | Armenië       | 11-10-1989    | Lierse SK           |
| 11            | Alan Mayanga          | België        | 27-06-2000    | Royal Antwerp FC    |
| 47            | Elaïjah Stalmans      | België        | 09-01-2004    | RAAL La Louvière    |
| -             | Aeron Mbenzu          | België        | 08-01-2004    | Beerschot VA        |

## Technische staf
| Naam           | Nationaliteit | Functie           | Sinds      |
| -------------- | ------------- | ----------------- | ---------- |
| Karel Keleman  | België        | Hoofdtrainer      | 01/07/2024 |
| Lars Lambert   | België        | Assistent-trainer | 01/07/2022 |
| Houssam Benmir | België        | Assistent-trainer | 01/07/2024 |

## Transfers

### Zomer

#### Inkomend
| #  | Positie      | Naam              | Vorige club       | Type         | Datum            |
| -- | ------------ | ----------------- | ----------------- | ------------ | ---------------- |
| 1  | Middenvelder | Ilias Bouhlal     | URSL Visé         | Transfervrij | 1 juli 2024      |
| 2  | Verdediger   | Mehdi El Ghraichi | RSD Jette         | Transfervrij | 1 juli 2024      |
| 3  | Aanvaller    | Jasper Jacobs     | Sporting Hasselt  | Transfervrij | 1 juli 2024      |
| 4  | Aanvaller    | Vancy Mabanza     | FC Schifflange 95 | Transfervrij | 1 juli 2024      |
| 5  | Aanvaller    | Alan Mayanga      | Racing Mechelen   | Transfervrij | 1 juli 2024      |
| 6  | Aanvaller    | Glodi Mbuyi-Mbayo | Royal Antwerp FC  | Transfervrij | 1 juli 2024      |
| 7  | Aanvaller    | Elaïjah Stalmans  | RAAL La Louvière  | Transfervrij | 1 juli 2024      |
| 8  | Middenvelder | Ryan Lenoir       | Sint-Truidense VV | Transfervrij | 14 juli 2024     |
| 9  | Verdediger   | Sidi Berat Haroun | Manisa FK         | Transfervrij | 31 augustus 2024 |
| 10 | Doelman      | Mike Vanhamel     | RAAL La Louvière  | Transfervrij | 1 september 2024 |

#### Uitgaand
| #  | Positie      | Naam               | Naar                  | Type         | Datum            |
| -- | ------------ | ------------------ | --------------------- | ------------ | ---------------- |
| 1  | Doelman      | Aladin Bizimana    | Union Sint-Gillis U23 | Transfervrij | 1 juli 2024      |
| 2  | Aanvaller    | Andries Claes      | KVV Thes Sport        | Transfervrij | 1 juli 2024      |
| 3  | Verdediger   | Pieter Jochmans    | KVV Thes Sport        | Transfervrij | 1 juli 2024      |
| 4  | Verdediger   | Daan Matterne      | Crossing Schaerbeek   | Transfervrij | 1 juli 2024      |
| 5  | Middenvelder | Reian Meddour      | R. Knokke FC          | Transfervrij | 1 juli 2024      |
| 6  | Aanvaller    | Arne Naudts        | KFC Dessel Sport      | Transfervrij | 1 juli 2024      |
| 7  | Aanvaller    | Joachim Ngongo     | R. Knokke FC          | Transfervrij | 1 juli 2024      |
| 8  | Middenvelder | Gil Vandamme       | Arabian Falcons FC    | Transfervrij | 1 juli 2024      |
| 9  | Aanvaller    | Jordy Vanweerts    | Olympia SC Wijgmaal   | Transfervrij | 1 juli 2024      |
| 10 | Verdediger   | Salomon Nirisarike | KVV Zepperen-Brustem  | Transfervrij | 20 juli 2024     |
| 11 | Verdediger   | Lucas Chantrain    | SV Belisia Bilzen     | Transfervrij | 2 september 2024 |

### Winter

#### Inkomend
| # | Positie      | Naam         | Vorige club      | Prijs        | Datum          |
| - | ------------ | ------------ | ---------------- | ------------ | -------------- |
| 1 | Middenvelder | Robby Wakaka | FH Hafnarfjörður | Transfervrij | 7 januari 2025 |

#### Uitgaand
| # | Positie   | Naam          | Naar                      | Prijs        | Datum           |
| - | --------- | ------------- | ------------------------- | ------------ | --------------- |
| 1 | Aanvaller | Jasper Jacobs | KAC Betekom               | Transfervrij | 1 januari 2025  |
| 2 | Aanvaller | Alan Mayanga  | K. Rupel Boom FC          | Transfervrij | 4 januari 2025  |
| 3 | Aanvaller | Vancy Mabanza | Patro Eisden Maasmechelen | ?            | 30 januari 2025 |

## Competitie

### Wedstrijden
| Eerste nationale                                                                                      |                                                     |                               |                                                 |
| Wedstrijddetails                                                                                      | Thuisploeg                                          | Uitslag                       | Uitploeg                                        |
| Heenronde                                                                                             |                                                     |                               |                                                 |
| Speeldag 1 1 september 2024 15:00 Sportpark Katteberg Bilzen Ref.: Tom Lamberigts                     | SV Belisia Bilzen                                   | 0 – 4                         | KVK Tienen                                      |
| Speeldag 1 1 september 2024 15:00 Sportpark Katteberg Bilzen Ref.: Tom Lamberigts                     |                                                     | 0 – 1 0 – 2 0 – 3 0 – 4       | 59' Yagan 69' El Harrak 81' Mabanza 89' Mabanza |
| Speeldag 2 11 september 2024 20:00 Bergéstadion Tienen Ref.: Lander Bultynck                          | KVK Tienen                                          | 2 – 1                         | KFC Dessel Sport                                |
| Speeldag 2 11 september 2024 20:00 Bergéstadion Tienen Ref.: Lander Bultynck                          | Yagan 9' Bouhlal 72'                                | 1 – 0 1 – 1 2 – 1             | 66' Ngoyi                                       |
| Speeldag 3 15 september 2024 15:00 Bergéstadion Tienen Ref.: Marnic Claes                             | KVK Tienen                                          | 0 – 3                         | K. Lyra-Lierse                                  |
| Speeldag 3 15 september 2024 15:00 Bergéstadion Tienen Ref.: Marnic Claes                             |                                                     | 0 – 1 0 – 2 0 – 3             | 8' Peffer 20' (pen.) Peffer 53' Adesanya        |
| Speeldag 4 21 september 2024 20:00 Sportcomplex Seminarie Hoogstraten Ref.: Cis Bellon                | Hoogstraten VV                                      | 0 – 0                         | KVK Tienen                                      |
| Speeldag 4 21 september 2024 20:00 Sportcomplex Seminarie Hoogstraten Ref.: Cis Bellon                |                                                     |                               |                                                 |
| Speeldag 5 29 september 2024 15:00 Bergéstadion Tienen Ref.: Yenthe Boogaerts                         | KVK Tienen                                          | 4 – 0                         | Cappellen FC                                    |
| Speeldag 5 29 september 2024 15:00 Bergéstadion Tienen Ref.: Yenthe Boogaerts                         | El Harrak 21' El Harrak 38' Ceulemans 47' Yagan 56' | 1 – 0 2 – 0 3 – 0 4 – 0       |                                                 |
| Speeldag 6 5 oktober 2024 19:30 Sportcentrum Tessenderlo Tessenderlo Ref.: Lauren Cools               | KVV Thes Sport Tessenderlo                          | 0 – 1                         | KVK Tienen                                      |
| Speeldag 6 5 oktober 2024 19:30 Sportcentrum Tessenderlo Tessenderlo Ref.: Lauren Cools               |                                                     | 0 – 1                         | 15' Mabanza                                     |
| Speeldag 7 13 oktober 2024 15:00 Bergéstadion Tienen Ref.: Marnic Claes                               | OH Leuven U23                                       | 1 – 3                         | KVK Tienen                                      |
| Speeldag 7 13 oktober 2024 15:00 Bergéstadion Tienen Ref.: Marnic Claes                               | Honnof 87'                                          | 0 – 1 0 – 2 1 – 2 1 – 3       | 9' El Harrak 75' Mabanza 90' Bouhlal            |
| Speeldag 8 20 oktober 2024 15:00 Bergéstadion Tienen Ref.: Lander Bultynck                            | KVK Tienen                                          | 2 – 0                         | KFC Merelbeke                                   |
| Speeldag 8 20 oktober 2024 15:00 Bergéstadion Tienen Ref.: Lander Bultynck                            | Yagan 15' Mabanza 81'                               | 1 – 0 2 – 0                   |                                                 |
| Speeldag 9 27 oktober 2024 15:00 Bergéstadion Tienen Ref.: Mohamed Wahhabi                            | KVK Tienen                                          | 3 – 0                         | KSK Heist                                       |
| Speeldag 9 27 oktober 2024 15:00 Bergéstadion Tienen Ref.: Mohamed Wahhabi                            | Bouhlal 7' Bouhlal 16' Mabanza 60'                  | 1 – 0 2 – 0 3 – 0             |                                                 |
| Speeldag 10 3 november 2024 15:00 Burgemeester Graaf Leopold Lippens Park Knokke Ref.: Thomas Vincent | Knokke FC                                           | 2 – 0                         | KVK Tienen                                      |
| Speeldag 10 3 november 2024 15:00 Burgemeester Graaf Leopold Lippens Park Knokke Ref.: Thomas Vincent | Braem 65' Vanraefelghem 90' (pen.)                  | 1 – 0 2 – 0                   |                                                 |
| Speeldag 11 10 november 2024 15:00 Bergéstadion Tienen Ref.: Arthur Seynaeve                          | KVK Tienen                                          | 1 – 0                         | KVK Ninove                                      |
| Speeldag 11 10 november 2024 15:00 Bergéstadion Tienen Ref.: Arthur Seynaeve                          | Mbuyi-Mbayo 77'                                     | 1 – 0                         |                                                 |
| Speeldag 12 16 november 2024 18:00 Herman Vanderpoortenstadion Lier Ref.: Tom Lamberigts              | Young Reds                                          | 2 – 0                         | KVK Tienen                                      |
| Speeldag 12 16 november 2024 18:00 Herman Vanderpoortenstadion Lier Ref.: Tom Lamberigts              | Vereecken 11' Vandeplas 79'                         | 1 – 0 2 – 0                   |                                                 |
| Speeldag 13 24 november 2024 15:00 Bergéstadion Tienen Ref.: Jari Van Laere                           | KVK Tienen                                          | 4 – 0                         | Jong KAA Gent                                   |
| Speeldag 13 24 november 2024 15:00 Bergéstadion Tienen Ref.: Jari Van Laere                           | Yagan 45' De Vos 60' Yagan 65' Singh 78'            | 1 – 0 2 – 0 3 – 0 4 – 0       |                                                 |
| Speeldag 14 1 december 2024 15:00 Sportcentrum De Valkaart Oostkamp Ref.: Jasper Vitse                | Jong Cercle                                         | 1 – 0                         | KVK Tienen                                      |
| Speeldag 14 1 december 2024 15:00 Sportcentrum De Valkaart Oostkamp Ref.: Jasper Vitse                | Coens 58'                                           | 1 – 0                         |                                                 |
| Speeldag 15 8 december 2024 15:00 Bergéstadion Tienen Ref.: Lauren Cools                              | KVK Tienen                                          | 2 – 1                         | K. Sporting Hasselt                             |
| Speeldag 15 8 december 2024 15:00 Bergéstadion Tienen Ref.: Lauren Cools                              | El Harrak 33' Singh 55'                             | 1 – 0 1 – 1 2 – 1             | 35' Orye                                        |
| Terugronde                                                                                            |                                                     |                               |                                                 |
| Speeldag 16 15 december 2024 15:00 Stadion Luc De Rijck Berlaar Ref.: Lander Bultynck                 | K. Lyra-Lierse                                      | 2 – 2                         | KVK Tienen                                      |
| Speeldag 16 15 december 2024 15:00 Stadion Luc De Rijck Berlaar Ref.: Lander Bultynck                 | Teunen 13' Schils 27'                               | 1 – 0 2 – 0 2 – 1 2 – 2       | 61' Mabanza 90+4' Singh                         |
| Speeldag 18 18 januari 2025 19:30 Armand Melisstadion Dessel Ref.: Mohamed Wahhabi                    | KFC Dessel Sport                                    | 2 – 1                         | KVK Tienen                                      |
| Speeldag 18 18 januari 2025 19:30 Armand Melisstadion Dessel Ref.: Mohamed Wahhabi                    | Bentayeb 30' Trari 64'                              | 1 – 0 1 – 1 2 – 1             | 42' Mabanza                                     |
| Speeldag 19 26 januari 2025 15:00 Bergéstadion Tienen Ref.: Yves Verslycken                           | KVK Tienen                                          | 1 – 0                         | SV Belisia Bilzen                               |
| Speeldag 19 26 januari 2025 15:00 Bergéstadion Tienen Ref.: Yves Verslycken                           | Mabanza 65'                                         | 1 – 0                         |                                                 |
| Speeldag 20 1 februari 2025 19:30 Chillax Arena Gent Ref.: Jasper Vitse                               | Jong KAA Gent                                       | 2 – 0                         | KVK Tienen                                      |
| Speeldag 20 1 februari 2025 19:30 Chillax Arena Gent Ref.: Jasper Vitse                               | Abubakar 46' Abubakar 90'                           | 1 – 0 2 – 0                   |                                                 |
| Speeldag 21 9 februari 2025 15:00 Bergéstadion Tienen Ref.: Jiri Bergs                                | KVK Tienen                                          | 3 – 2                         | KVV Thes Sport                                  |
| Speeldag 21 9 februari 2025 15:00 Bergéstadion Tienen Ref.: Jiri Bergs                                | Ceulemans 5' El Harrak 38' Bouhlal 41'              | 1 – 0 2 – 0 3 – 0 3 – 1 3 – 2 | 60' Vanhaeren 90' Jeunen                        |
| Speeldag 22 15 februari 2025 20:00 Gemeentelijk Sportcentrum Heist Ref.: Cis Bellon                   | KSK Heist                                           | 1 – 0                         | KVK Tienen                                      |
| Speeldag 22 15 februari 2025 20:00 Gemeentelijk Sportcentrum Heist Ref.: Cis Bellon                   | Colman 80'                                          | 1 – 0                         |                                                 |
| Speeldag 23 23 februari 2025 15:00 Bergéstadion Tienen Ref.: Yenthe Boogaerts                         | KVK Tienen                                          | 0 – 4                         | OH Leuven U23                                   |
| Speeldag 23 23 februari 2025 15:00 Bergéstadion Tienen Ref.: Yenthe Boogaerts                         |                                                     | 0 – 1 0 – 2 0 – 3 0 – 4       | 7' Bulut 20' Diallo 31' Van de Ven 36' Benfriha |
| Speeldag 17 23 februari 2025 15:00 Bergéstadion Tienen Ref.: Yann Jamar                               | KVK Tienen                                          | 2 – 0                         | Hoogstraten VV                                  |
| Speeldag 17 23 februari 2025 15:00 Bergéstadion Tienen Ref.: Yann Jamar                               | Stalmans 76' Yagan 20'                              | 1 – 0 2 – 0                   |                                                 |
| Speeldag 24 8 maart 2025 20:00 Stedelijk Sportstadion Hasselt Hasselt Ref.: Marnic Claes              | K. Sporting Hasselt                                 | 2 – 1                         | KVK Tienen                                      |
| Speeldag 24 8 maart 2025 20:00 Stedelijk Sportstadion Hasselt Hasselt Ref.: Marnic Claes              | Orye 56' Orye 90'                                   | 0 – 1 1 – 1 2 – 1             | 13' El Harrak                                   |
| Speeldag 25 16 maart 2025 15:00 Bergéstadion Tienen Ref.: Farid Louai                                 | KVK Tienen                                          | 0 – 0                         | R. Knokke FC                                    |
| Speeldag 25 16 maart 2025 15:00 Bergéstadion Tienen Ref.: Farid Louai                                 |                                                     |                               |                                                 |
| Speeldag 26 22 maart 2025 20:00 Jos Van Wellenstadion Kapellen Ref.: Jasper Vitse                     | R. Cappellen FC                                     | 2 – 1                         | KVK Tienen                                      |
| Speeldag 26 22 maart 2025 20:00 Jos Van Wellenstadion Kapellen Ref.: Jasper Vitse                     | Cloots 32' Kil 67'                                  | 0 – 1 1 – 1 2 – 1             | 12' Yagan                                       |
| Speeldag 27 29 maart 2025 20:00 De Kloppers Ninove Ref.: Robin Lefever                                | KVK Ninove                                          | 2 – 0                         | KVK Tienen                                      |
| Speeldag 27 29 maart 2025 20:00 De Kloppers Ninove Ref.: Robin Lefever                                | Lufira 53' Lufira 60'                               | 1 – 0 2 – 0                   |                                                 |
| Speeldag 28 4 april 2025 15:00 Bergéstadion Tienen Ref.: Marnic Claes                                 | KVK Tienen                                          | 0 – 3                         | Jong Cercle                                     |
| Speeldag 28 4 april 2025 15:00 Bergéstadion Tienen Ref.: Marnic Claes                                 |                                                     | 0 – 1 0 – 2 0 – 3             | 27' Degryse 76' Bayo 88' Callens                |
| Speeldag 29 13 april 2025 15:00 Bergéstadion Tienen Ref.: Leandro Ledda                               | KVK Tienen                                          | 2 – 1                         | Young Reds                                      |
| Speeldag 29 13 april 2025 15:00 Bergéstadion Tienen Ref.: Leandro Ledda                               | Yagan 35' Meeus 90+1'                               | 1 – 0 1 – 1 2 – 1             | 71' Vereecken                                   |
| Speeldag 30 27 april 2025 20:00 Sportpark Molenkouter Merelbeke Ref.: Michiel Desmet                  | KFC Merelbeke                                       | 0 – 0                         | KVK Tienen                                      |
| Speeldag 30 27 april 2025 20:00 Sportpark Molenkouter Merelbeke Ref.: Michiel Desmet                  |                                                     |                               |                                                 |

#### Resultaten per speeldag
| Speeldag  | 1 | 2 | 3 | 4 | 5  | 6  | 7  | 8  | 9  | 10 | 11 | 12 | 13 | 14 | 15 | 16 | 17 | 18 | 19 | 20 | 21 | 22 | 23 | 24 | 25 | 26 | 27 | 28 | 29 | 30 |
| --------- | - | - | - | - | -- | -- | -- | -- | -- | -- | -- | -- | -- | -- | -- | -- | -- | -- | -- | -- | -- | -- | -- | -- | -- | -- | -- | -- | -- | -- |
| Resultaat | W | W | V | G | W  | W  | W  | W  | W  | V  | W  | V  | W  | V  | W  | G  | W  | V  | W  | V  | W  | V  | V  | V  | G  | V  | V  | V  | W  | G  |
| Punten    | 3 | 6 | 6 | 7 | 10 | 13 | 16 | 19 | 22 | 22 | 25 | 25 | 28 | 28 | 31 | 32 | 35 | 35 | 38 | 38 | 41 | 41 | 41 | 41 | 42 | 42 | 42 | 42 | 45 | 46 |
| Positie   | 1 | 1 | 1 | 4 | 4  | 3  | 3  | 1  | 1  | 1  | 1  | 1  | 1  | 1  | 1  | 1  | 1  | 1  | 1  | 1  | 1  | 2  | 2  | 4  | 4  | 4  | 4  | 4  | 4  | 4  |

## Beker van België

### Wedstrijden
| Beker van België                                                |             |                   |                       |
| Wedstrijddetails                                                | Thuisploeg  | Uitslag           | Uitploeg              |
| Vierde ronde                                                    |             |                   |                       |
| 18 augustus 2024 16:00 Bergéstadion Tienen Ref.: Yenthe Bogaert | KVK Tienen  | 1 – 2             | Rupel Boom FC         |
| 18 augustus 2024 16:00 Bergéstadion Tienen Ref.: Yenthe Bogaert | Bouhlal 22' | 0 – 1 1 – 1 1 – 2 | 18' Wanya 34' Zeroual |

2013/14 ·
2014/15 ·
2015/16 ·
2016/17 ·
2017/18 ·
2018/19 ·
2019/20 ·
2020/21 ·
2021/22 ·
2022/23 ·
2023/24 ·
2024/25 ·
2025/26